# Zhongshan, Xianyou
Zhongshan (kinesiska: 钟山) är en köping i sydöstra Kina. Den ligger i Xianyou härad i staden Putian i provinsen Fujian, omkring 79 kilometer sydväst om provinshuvudstaden Fuzhou. Antalet invånare är 14 103. Befolkningen består av 6 903 kvinnor och 7 200 män. Barn under 15 år utgör 19,0 %, vuxna 15-64 år 67 %, och äldre över 65 år 12,0 %.